# جون موريس
جون موريس (بالإنجليزية: John Morris)‏ (و. 1984 – م) هو ممثل، وممثل دُبلاج، وممثل صوت، من الولايات المتحدة الأمريكية، ولد في دالاس، تكساس.

## وصلات خارجية
- جون موريس على موقع IMDb (الإنجليزية)
- جون موريس على موقع ميوزك برينز (الإنجليزية)
- جون موريس على موقع قاعدة بيانات الأفلام السويدية (السويدية)
- جون موريس على موقع قاعدة بيانات الفيلم (الإنجليزية)
- جون موريس على موقع كينوبويسك (الروسية)